# 콜린다 그라바르키타로비치
콜린다 그라바르키타로비치(크로아티아어: Kolinda Grabar-Kitarović, 문화어: 꼴린다 그라바르끼따로비츠, 1968년 4월 29일 ~ )는 크로아티아의 정치인, 외교관이다. 2015년 크로아티아 대통령 선거에서 제4대 크로아티아 대통령으로 당선되었고, 2015년 2월 19일부터 2020년 2월 19일까지 대통령직에 재임하였고 그녀는 크로아티아 최초의 여성 대통령이다.
외교관 출신인 그녀는 1990년대 민족주의 정당 크로아티아 민주동맹(HDZ; Hrvatska demokratska zajednica)에 입당했으며, 2003년 유럽통합 담당장관, 2005∼2008년 크로아티아 외무장관을 역임했다. 2008년부터 2011년까지는 주미 크로아티아 대사로 재직했고 2011년부터 2014년까지 나토 공공외교부 사무차장보를 지냈다.
2015년 크로아티아 대통령 선거에 출마했고, 개표 결과 50.74%를 득표해 이보 요시포비치 전 대통령의 49.46% 표를 누르고 대통령에 당선되었다.